# Alexandre Figueiredo
Luís Alexandre Albuquerque Figueiredo de Paula Pessoa (Sobral, 23 de março de 1958 – 16 de junho de 2024), conhecido apenas por Alexandre Figueiredo, foi um engenheiro agrônomo, bacharel em Direito, empresário, professor e político brasileiro. Foi deputado estadual entre 1986 e 1995 e foi conselheiro do Tribunal de Contas do Estado do Ceará.